# 玉川砂記子
玉川砂記子（日语：／ Tamagawa Sakiko，1962年1月20日—），日本女性配音員、演員、歌手、旁白。出身於東京都。Sigma Seven所屬。身高157cm。A型血。
曾有一段時期藝名玉川紗己子（與現在藝名的日文讀音都相同）。丈夫池田秀一同樣從事配音工作。

## 人物

### 特色
自配音業界出道以來，除了參加動畫的配音之外，還有擔任美國電影《小精靈》主角凱特·貝林格的日語配音，及負責新聞報導相關節目的旁白講解。因此被譽為是一位有廣泛的配音領域的配音員。而在動畫《攻殼機動隊 STAND ALONE COMPLEX》中登場的攻殼車全都由玉川獨自擔任，而且她在擔任該角色的配音有一段時間後，能辨識這台攻殼車有什麼樣的個性，那台攻殼車會做出什麼樣的行為等等。
海外電影與影集方面，從1980年代前半開始，曾擔任歐美的第一線女演員塔圖姆·奧尼爾、黛安·蓮恩、蘇菲·瑪索，及香港演員關之琳等人主演或參演作品的日語配音，並擅長美少女的角色。
動畫方面，從1988年的電視動畫《極速悍將》以來，常跟同行古本新乃輔在《森林大帝 (1989年版)》、《哈啦狗寶貝》及《爆走獵人》等其它作品合作。

### 經歷
經歷了Group知更鳥、東京俳優生活協同組合之後，加入Sigma Seven。
從小作為兒童演員加入兒童劇團Group知更鳥開始，多次在NHK的廣播劇和大河劇《少年劇場系列》等電視劇中參演。同時還有在歌壇唱過很多歌曲，其中「誕生日的CHA-CHA-CHA」這首歌曲就在1971年，和另外一首歌曲「manuero」就在1972年雙雙都選用在NHK音樂節目《大家的歌》中。特別的是當時的電視動畫《嚕嚕米 (1969年版)》主題歌「嚕嚕米的主題曲」翻唱版就邀請她擔任（以名義），該歌曲後在翌年1970年入圍了第12回日本唱片大獎童謠獎。
配音方面，從1970年由富士電視台播出的美國電視影集《脫線家族》主角貝迪家族的次女珍進行日語配音，從此成為配音業界出道作。由於國中時期被規定禁止參加演藝活動，於是將事業重心放在配音工作上。1981年，在電視動畫《賣氣球的銅鑼太郎》第一次被提拔為要角。並從大學時期開始到1991年為止加入同行千葉繁主宰的劇團Burstman經常參加舞台公演。然後1986年發行的OVA《今夜呼叫我》第一次飾演主角。
在那之後，其配音工作機會增加。1988年左右，請印章工匠刻製印章，在工匠的建議之下，另外取藝名為玉川紗己子。不過到了2010年1月，又改回使用本名當藝名。
1994年，漫畫改編OVA《逮捕令》發行（飾演辻本夏實），該作品後來在1996年、2001年及2007年3度改編成電視動畫，並在1999年上映動畫電影，成為自身主演的代表作之一。

## 演出
粗體字表示主要角色。

### 電視動畫
1973年
1980年
- 原子小金剛 (1980年版)（光子）

1981年
- 賣氣球的銅鑼太郎（日语：フーセンのドラ太郎）（春子[15]）

1982年
- 南方彩虹的露西（克拉拉·波普爾[16]）

1983年
- 猿飛小忍者（日语：さすがの猿飛）（千秋〈第2代〉）
- 無敵三四郎（淺野真紀）
- 喬琪姑娘（日语：ジョージィ!）（艾莉絲）

1984年
- 福星小子（伊芙、栗子）[注 1]
- 星空鐵衛（伊貝特）[注 1]
- 魯邦三世 PARTIII（日语：ルパン三世 PartIII）（芙羅拉·哈斯特）

1985年
- 星空鐵衛（芙羅拉）[注 1]

1986年
- 甜蜜公主（幸助）

1987年
- 相聚一刻[注 1]

1988年
- 超能力魔美（奈津子）
- 極速悍將（日语：F (漫画)）（小森純子）
- 城市獵人（黛奈）[注 1]
- 美味大挑戰（周梅美）
- 麵包超人（マドモアゼル·クレープ）
- 貓咪也瘋狂（志乃）

1989年
- 超能力魔美（幸司的母親）
- 森林大帝 (1989年版)（ライヤ）
- 天空戰記（莎緹）

1990年
- NG騎士檸檬汽水&40（艾拉拉·可可亞）
- 功夫貓黨（小絹、腰元）
- 麵包超人（小煎餅人）
- 快樂的嚕嚕米一家（艾利莎）
- 大耳鼠（ジャラシー）
- 魔法天使甜蜜薄荷（堅果[17]）

1991年
- 青澀花園（信夫麻里子[18]）
- 電腦小奇俠（日语：ゲンジ通信あげだま）（九鬼麗／怨夜巫女）
- 猜拳人（猜拳人的媽媽）

1992年
- 踢向明天（日语：あしたへフリーキック）（伍代香苗）
- 風中少女 金髮珍妮（康娜）
- 蠟筆小新（1992年—，風間徹的媽媽〈風間峰子〉、長官）
- 超電動機械人 鐵人28號FX
- 花的魔法使瑪麗貝爾（芮美[19]、茱莉亞、黑熊媽媽）

1994年
- 侍魂 ～破天降魔之章～（夏洛特（日语：シャルロット (サムライスピリッツ)））
- 霸王大系龍騎士（黃色、拉拉）
- 橘子醬男孩（萩原未央）
- 美少女戰士S（愛爾莎）
- BLUE SEED（山咲櫻）

1995年
- 爆走獵人（杜特）

1996年
- 逮捕令（本夏實）
- VS騎士檸檬汽水&40炎（艾拉拉·可可亞）
- 美少女戰士Sailor Stars（火球皇女）
- 名偵探柯南（渡邊好美）

1997年
- 金田一少年之事件簿（聖正映子）

1998年
- 秋葉原電腦組（祖師谷美山）
- EAT-MAN'98（日语：EAT-MAN）（艾美）
- 異次元的世界（姬露妲·哈斯特芙）
- 魔術士歐菲（史蒂芬妮）
- 名偵探柯南（宮野明美）

1999年
- 宇宙海盜大冒險（日语：宇宙海賊ミトの大冒険）（雙房）
- 宇宙海盜大冒險 兩個人格的女王（雙房）
- The Big O（習貝爾·羅安）
- 週刊故事樂園（日语：週刊ストーリーランド）「給妻子的信」（瑪莉）
- 索斯機械獸（凱羅兒）
- 宇宙戰艦山本洋子（メオ·ニスのルージュ）

2000年
- 週刊故事樂園「被季節淘汰的聖誕節」（京子）
- 幽浮寶貝（西遠寺瞳）
- 神奇寶貝（紀珂）

2001年
- 索斯機械獸III（碧安絲）
- 逮捕令 Second Season（辻本夏實[20]）
- 第一神拳（伊達英二的妻子〈伊達愛子〉）

2002年
- 我們這一家（戶山太太）
- 攻殼機動隊 STAND ALONE COMPLEX（塔奇克馬、德古沙的妻子）
- SAMURAI DEEPER KYO（招杜羅）
- 天地無用！GXP（柾木藍里）
- 超重神GRAVION（老師）
- 炎之蜃氣樓（門脇綾子〈柿崎晴家〉）
- YOU'RE UNDER ARREST ～逮捕令～（辻本夏實[21]）

2003年
- 原子小金剛 (2003年版)（妮可兒）
- 妙妙魔法屋（霞蝶子）
- 十二國記（銘心）
- 高橋留美子劇場（羽賀裕子）
- D·N·ANGEL（丹羽笑子）
- .hack//黃昏的腕輪傳說（神威）
- 人間交差點（綠川里美）
- MOUSE（博士）
- 呢間學校有古怪（昂普、瓦特）

2004年
- 阿加莎·克里斯蒂的名偵探波瓦羅與瑪波（日语：アガサ・クリスティーの名探偵ポワロとマープル）（庫普林格）
- 怪傑佐羅利（佐羅利的媽媽）
- 絢爛舞踏祭（安娜·葛利斯）
- 攻殼機動隊 S.A.C. 2nd GIG（攻殼車、德古沙的妻子、Uchikoma）
- 混沌武士（沙羅）
- 蒼穹之戰神 Dead Aggressor（近藤彩乃）
- 火鳥 黎明篇（雛玖）

2005年
- 高機動交響曲GPO（村田彩華）
- 交響詩篇艾蕾卡7（戴安·薩斯頓）
- 蒼穹之戰神 RIGHT OF LEFT（近藤彩乃）
- 創聖的亞庫艾里翁（蘇菲亞·布蘭）
- 南方小島的小架飛機 柏蒂（日语：南の島の小さな飛行機 バーディー）

2006年
- 魔女之刃（西田惠[22]）
- 銀河鐵道物語 ～永遠的分岐點～（艾德禮）
- 攻殼機動隊 S.A.C. Solid State Society（攻殼車、德古沙的妻子、Uchikoma）
- simoun（奧納西亞）
- TSUBASA翼 (第2期)（諏訪姬〈黑鋼的母親〉）
- ×××HOLiC（繭子）
- 怪傑佐羅利（佐羅力利媽媽）

2007年
- 機動戰士鋼彈00（露易絲·哈勒維的母親）
- 地獄少女 二籠（菅野春美）
- 神靈狩/GHOST HOUND（古森美樹）
- 逮捕令 全速前進（辻本夏實[23]）
- Devil May Cry（莎拉）
- 桃華月憚（雪牙姬）
- 名偵探柯南（竹內麻里子）

2008年
- Yes！光之美少女5 GoGo！（蒙布朗國王）
- 海馬（青蔥）
- Keroro軍曹（假星人）
- 神靈狩/GHOST HOUND（警備機器人）

2009年
- 源氏物語千年紀 Genji（藤壺女御[24]）
- GA 藝術科美術設計班（保健飾老師）
- DARKER THAN BLACK -流星之雙子-（牧宮麻子）
- 第一神拳 New Challenger（伊達英二的妻子〈伊達愛子〉）
- 東之伊甸（法官）

2010年
- Heartcatch 光之美少女！（志久留美）

2011年
- 電視漫畫 昭和物語（山崎佳乃子）
- Dragon Crisis！（如月羽奈）

2012年
- 來自新世界（ミノシロモドキ）

2014年
- 鋼彈G之復國運動（瑪姬·索爾）
- CROSSANGE 天使與龍的輪舞（茉莉[25]）
- （拉拉的媽媽）

2015年
- 創聖機械天使LOGOS（海凪蘭子）
- 鋼彈G之復國運動（法拉米尼亞·卡尼）
- 少年好萊塢 -HOLLY STAGE FOR 50-（日语：少年ハリウッド）（仲居）
- 新我們這一家（戶山太太）
- 境界觸發者（加洛[26]）

2016年
- 名偵探柯南 Episode"ONE" 變小的名偵探（宫野明美）

2017年
- 偶像學園STARS！（風上結子）
- 小林家的龍女僕（小林的母親）
- 側車搭檔（目黑惠的媽媽）

2018年
- 罪人與龍共舞（ツザン·グラル·デュガソン）

2019年
- POP TEAM EPIC SP 白虎篇（POP子〈第13話A章節〉[27][28]）

### 電影動畫
1987年
- 他和搖籃曲：星期三的灰姑娘（日语：あいつとララバイ）（佐藤友美）

1989年
- 哆啦A夢：大雄的日本誕生（タラネ）

1990年
- CAROL（日语：CAROL (アニメ)）（西亞利斯湖的精靈）

1991年
- 亂馬½：中國寢崑崙大決戰！規則無視的激鬥篇（日语：らんま1/2 中国寝崑崙大決戦! 掟やぶりの激闘篇!!）（萊奇）

1995年
- 哆啦A夢：大雄的創世日記（源靜代）
- 起程的冒險者們 Legend of Crystania（日语：クリスタニア）（畢羅德斯／謝爾）
- 祈願物語（日语：ユンカース・カム・ヒア）（井上洋子）

1996年
- （黑柳徹子）

1998年
- 轟天高校生（馬葛禮度）

1999年
- 秋葉原電腦組：2011年的暑假（祖師谷美山）
- 逮捕令 the MOVIE（1999年）（辻本夏實）
- 蠟筆小新：爆發！溫泉激烈大決戰（風間徹的媽媽〈風間峰子〉）

2000年
- 蠟筆小新：風起雲湧的叢林冒險（風間徹的媽媽〈風間峰子〉）

2001年
- 蠟筆小新：風起雲湧 猛烈！大人帝國的反擊（風間徹的媽媽〈風間峰子〉）
- 名偵探柯南：往天國的倒數計時（宫野明美）

2002年
- 劇場版 哈姆太郎：哈姆哈姆哈姆迦！夢幻的公主（雪拉公主）

2003年
- 劇場版 我們這一家[[[Wikipedia:格式手册/链接#章節|錨點失效]]]（戶山太太）

2006年
- 蠟筆小新：Amigo！森巴入侵計畫（風間徹的媽媽〈風間峰子〉）

2009年
- 蠟筆小新：春日部野生王國
- 劇場版 交響詩篇艾蕾卡7：口袋裏的彩虹（RA272 Nirvash／Nirvash Neo、The END·A·山下準教授）
- 夏日大作戰（陣內理香[29]）
- 東之伊甸 劇場版I The King of Eden（Juiz）

2010年
- 劇場版 3D我們這一家：超能力花媽[[[Wikipedia:格式手册/链接#章節|錨點失效]]]（戶山太太）
- 東之伊甸 劇場版II Paradise Lost（Juiz、亞東家四姉妹）

2011年
- Xi AVANT（日语：Xi AVANT）
- 電視漫畫 昭和物語 劇場版（山崎佳乃子）
- 鋼之鍊金術師：嘆息之丘的聖星（米蘭達[30]）

2012年
- 009 RE:CYBORG（001／伊凡·維斯基[31]）

2013年
- 劇場版 光之美少女 All Stars New Stage2：心之朋友（恩恩）
- 蠟筆小新：超級美味！B級美食大逃亡!!（風間徹的媽媽〈風間峰子〉）

2014年
- 劇場版 光之美少女 All Stars New Stage3：永遠的朋友（恩恩）
- 蠟筆小新：大對決！機器人爸爸的反擊（風間徹的媽媽〈風間峰子〉）

2015年
- 蠟筆小新：我的搬家物語 仙人掌大襲撃（風間徹的媽媽〈風間峰子〉）

2016年
- 蠟筆小新：爆睡！夢世界大作戰（風間徹的媽媽〈風間峰子〉）

2020年
- 蠟筆小新：激戰！塗鴉王國與差不多四勇者（風間徹的媽媽〈風間峰子〉）

2021年
- 蠟筆小新：謎案！天下春日部學院的怪奇事件（風間徹的媽媽〈風間峰子〉）

### OVA
1985年
- 戰區88（津雲涼子）
- GREED（日语：GREED）（拉爾莉普）

1986年
- 今夜呼叫我（日语：Call Me トゥナイト）（夏見留美）[注 2]

1987年
- 真魔神傳（日语：魔神伝）（高柳涼子）
- 大魔獸激鬥 鋼之鬼（日语：大魔獣激闘 鋼の鬼）（路伊）
- 惡魔人 誕生篇
- 魔龍戰記（日语：魔龍戦紀）（村瀨詩穗）

1988年
- 機甲獵兵梅洛林克（日语：機甲猟兵メロウリンク）（露露西·拉蒙）
- 龍世紀（日语：竜世紀）（晴美）

1989年
- 戰神松吾郎（日语：おがみ松吾郎）（長崎小梅）
- 銀河英雄傳說（菲亞·馮·克萊茵蓋爾特）
- 九鬼谷溫泉艷笑騷動譚 曼陀羅屋的良太（日语：まんだら屋の良太）（秋川月子）

1990年
- 星座宮神話 神話星座宮（日语：アリーズ）（狄蜜特／香月百合惠）
- A.D.POLICE（日语：A.D.POLICE）（高木洋子）
- THE八犬傳（雛衣）
- 幸福的形式（日语：しあわせのかたち）（絲吉·蘇、帕波）
- 永井豪的Q版世界（大魔王撒旦）
- NINETEEN 19（日语：NINETEEN 19）（英子）
- 羅德斯島戰記（琵洛提絲）

1991年
- NG騎士檸檬汽水&40 EX 畢克龐貝達城冒險 愛的狂瀾大作戰（艾拉拉・可可亞）
- 創龍傳（鳥羽茉理）
- 綠色的守護神（日语：みどりの守り神）（深見綠）

1992年
- 愛物語 9 LOVE STORIES（日语：愛物語）
- 紅色疾風（日语：紅いハヤテ）（鹿沼詩織）
- 源氏（日语：源氏 (漫画)）（周子）
- 帥氣女朋友（日语：ハンサムな彼女）（萩原未央）

1993年
- 偶像防衛隊（取石神無）
- NG騎士檸檬汽水&40 EX 期待興奮時空 炎之大搜査線（艾拉拉・可可亞）
- 流星機學生霸（日语：流星機ガクセイバー）（蘇珊·沃克）

1994年
- 電腦少女Compiler FESTA（日语：Compiler）（白康普拉）
- 新·甜心戰士（死亡明星）
- 逮捕令（本夏實）
- 霸王大系龍騎士 Adeu's Legend（瑪爾特、索菲）

1995年
- （伊藤香織）
- 黃金小子（寺山麗子）
- DNA²（川崎嚕啦啦）

1996年
- 元祖 爆走獵人（杜特）
- 宇宙戰艦山本洋子（メオ·ニスのルージュ）
- 怪醫黑傑克（姫）
- BLUE SEED2（山咲櫻）
- 寶魔獵人萊姆（日语：宝魔ハンターライム）（萊姆）
- Legend of Crystania（日语：クリスタニア）（畢羅德斯／謝爾）

1997年
- AIKa（メイピア·アルキメタリア）
- 宇宙戰艦山本洋子II（メオ·ニスのルージュ）

2000年
- 天使禁獵區（傑德）

2003年
- 天地無用！魎皇鬼 (第3期)（柾木藍里）

2004年
- 炎之蜃氣樓 ～水畔的叛逆者～（門脇綾子〈柿崎晴家〉）

2005年
- 妹妹戀人（結城咲）

2007年
- 創星的大天使（日语：創星のアクエリオン）（索菲亞·布朗）

2016年
- 天地無用！魎皇鬼 (第4期)（柾木藍里）

### 網路動畫
2016年
- 蠟筆小新外傳 玩具大戰（日语：クレヨンしんちゃん外伝 おもちゃウォーズ）（風間徹的媽媽〈風間峰子〉）

2020年
- 攻殼機動隊：SAC 2045（攻殼車[32]）

### 遊戲
1993年
- Fausseté Amour（日语：フォーセットアムール）（瑪莉·蘭斯、瑪拉）

1994年
- Brandish（朵拉）
- 寶魔獵人萊姆（日语：宝魔ハンターライム）（萊姆）

1997年
- Other Life Azure Dreams（日语：アザーライフ アザードリームス）（米雅·米利亞）
- 銀河少女傳說3 LIGHTNING ANGEL（日语：銀河お嬢様伝説ユナ）（天魔院·鈴魔）
- QUOVADIS 2 ～星球大戰奧凡·雷～（日语：QUOVADIS 2〜惑星強襲オヴァン・レイ〜）（艾瑪·奧克納）
- Stand By Say You！（日语：スタンバイSay You!）（艾琳）
- DESIRE（日语：DESIRE (ゲーム)）（霞·M·葛蘭契斯塔）
- POWER DoLLS 2（哈迪·紐蘭）
- G-Nome（日语：G-Nome）（維多利亞·坦恩博士）

1998年
- 時空偵探DD2 叛逆的阿普薩拉爾（香織·拉傑爾）

2000年
- 波波羅古洛伊斯物語II（日语：ポポロクロイス物語II）（梅蒂亞、兀爾斯萊）

2001年
- EVE The Fatal Attraction（日语：EVE The Fatal Attraction）（栗栖野亞美）

2003年
- 阿瓦隆之鎖（日语：アヴァロンの鍵）（迪亞德拉）

2004年
- 怪傑佐羅利 目標！惡戲王（佐羅力利媽媽）
- 攻殼機動隊 STAND ALONE COMPLEX（攻殼車）

2005年
- 攻殼機動隊 STAND ALONE COMPLEX -狩人領域-（攻殼車）
- 鋼之鍊金術師3 繼承神的少女（日语：鋼の錬金術師3 神を継ぐ少女）（威爾薩）

2006年
- 高機動交響曲GPO 白之章 ～青森企鵝傳說～（村田彩華）
- 蠟筆小新：驚奇園地的傳說大絕戰！（日语：クレヨンしんちゃん 伝説を呼ぶ オマケの都ショックガーン!）（風間徹的媽媽〈風間峰子〉）
- 新 鬼武者 DAWN OF DREAMS（蓑衣吉）

2007年
- 名偵探柯南 追憶的幻想[[[Wikipedia:格式手册/链接#章節|錨點失效]]]（及川惠）

2009年
- 超級機器人大戰NEO（日语：スーパーロボット大戦NEO）（艾拉拉·可可亞）

2010年
- .hack//Link（神威／柴山）

2011年
- 第2次超級機器人大戰Z 破界篇（尼爾瓦修）

2012年
- 鬼武者Soul（日语：鬼武者Soul）（蓑衣吉）
- 第2次超級機器人大戰Z 再世篇（尼爾瓦修）

2013年
- 超級機器人大戰Operation Extend（艾拉拉·可可亞）

2014年
- 蠟筆小新：呼風喚雨春日部電影明星！（風間徹的媽媽〈風間峰子〉）

2015年
- CROSSANGE 天使與龍的輪舞tr.（茉莉[33]）
- 動物朋友（攻殼車〈type-A〉、攻殼車〈type-B〉、攻殼車〈type-C〉、攻殼車、HAW-206[34]）
- 波波羅古洛伊斯牧場物語（???[35]）

### 外語配音
※作品依英文名稱及英文原名排序。

#### 演員
- 菲比·凱茨
  - 燈紅酒綠（英语：Bright Lights, Big City (film)）（亞曼達·康威）※VHS版。
  - 小精靈（凱特·貝林格）※影碟版、朝日電視台版。
  - 小精靈2（凱特·貝林格）※影碟版、朝日電視台版。
  - 我真的愛死你了（英语：I Love You to Death）（迪斯可少女〈喬伊〉）

- 關之琳
  - 笑傲江湖II 東方不敗2（任盈盈）
  - 黃飛鴻系列（十三姨）
    - 黃飛鴻 (1991年電影)
    - 黃飛鴻之二：男兒當自強
    - 黃飛鴻之三：獅王爭霸
    - 黃飛鴻之四：王者之風

- 金昭怡
  - 大長今（閔美琴）
  - 同伊（奉末今）
  - 李祘（金貞今）

- 蘇菲·瑪索
  - 愛比戀更冷（安那·卡列尼那）
  - 留住有情人（范范）
  - 梅爾吉勃遜之英雄本色（法蘭西的伊莎貝拉）※影碟版。
  - 第一次接觸（維克·貝雷頓）

- 塔圖姆·奧尼爾（英语：Tatum O'Neal）
  - 怪誕星期五（英语：Freaky Friday (1976 film)）（安娜貝爾·安德魯斯）
  - 少棒闖天下（英语：The Bad News Bears）（亞曼達·沃立舍）
  - 玉女情懷（英语：International Velvet (film)）（莎拉·“天鵝絨”·布朗）
  - 五分錢電影院（英语：Nickelodeon (film)）（愛麗絲·佛斯特）

#### 電影
- A.I.人工智慧（莫妮卡·斯文頓〈弗朗西斯·奧康納（英语：Frances O'Connor）〉）※TBS版。
- 英雄本色（鍾柔〈朱寶意〉）※TBS版。
- 新郎上錯床（凱倫·庫珀〈莎瑪·布萊兒〉）
- 情定日落橋（英语：A Little Romance）（勞倫·金〈黛安·蓮恩〉）※富士電視台版。
- 半夜鬼上床4：幽冥鬼手（克里斯汀·帕克〈屈絲苔·奈特（英语：Tuesday Knight）〉）※東京電視台版。
- 艾莫奇遇記（英语：The Adventures of Elmo in Grouchland）（佐伊〈法蘭·布里爾（英语：Fran Brill）〉）
- 異形2（蕾貝卡·“紐特”·喬丹〈凱莉·海恩〉）※朝日電視台版[注 3]。
- 阿瑪迪斯（洛爾〈辛西雅·尼克森〉）
- 王牌大賤諜2：時空賤諜007（費麗西蒂·沙格威爾〈海瑟·葛拉罕〉）
- 貝武夫：北海的詛咒（富豪皇后（英语：Wealhþeow）〈羅蘋·萊特〉）
- 聖經：創世紀（英语：The Bible: In the Beginning...）（伊芙〈烏拉·貝格里德（英语：Ulla Bergryd）〉）※日本電視台版[注 4]。
- 血迷宮（艾比〈法蘭絲·麥杜雯〉）
- 斷箭（特里·卡邁克爾〈薩曼莎·馬西斯〉）※朝日電視台版。
- 蝴蝶效應（安茱莉亞·泰瑞博〈瑪露娜·華特斯（英语：Melora Walters）〉）
- 王牌特派員（羅賓·哈里斯〈萊斯利·曼恩〉）
- 角頭風雲（英语：Carlito's Way）（蓋爾〈潘妮洛普·安·米勒（英语：Penelope Ann Miller）〉）
- 轟天大追擊（英语：The Chase (1994 film)）（娜塔莉·沃斯〈克里斯蒂·斯旺森〉）※VHS版。
- 超級終結者（英语：Class of 1999）（克里斯蒂·蘭福德〈崔西·林德（英语：Traci Lind）〉）※影碟版。
- 毀天滅地（簡娜公主〈奧利維亞·達博（英语：Olivia d'Abo）〉）※TBS版。
- 天雷地火（娜蒂·西蒙斯〈黛博拉·里克特（英语：Deborah Richter）〉）※VHS版。
- 黑暗中的舞者（薩爾瑪·耶日科娃〈碧玉〉）
- 不死殺陣（達科塔·布洛克醫生〈瑪莉·雪登〉）
- 魔龍傳奇（瑪麗娜·普雷藤薩〈佐伊·馬克萊蘭（英语：Zoe McLellan）〉）※影碟版。
- 剪刀手愛德華（金·博格斯〈薇諾娜·瑞德〉）
- 象人（諾拉〈萊斯利·丹露帕（英语：Lesley Dunlop）〉）※TBS版[注 5]。
- 急凍原始人（英语：Encino Man）（羅賓·斯威尼〈梅根·沃德（英语：Megan Ward）〉）
- 攔截密碼戰（英语：Enigma (2001 film)）（海絲特·華萊士〈凱特·溫斯蕾〉）
- 星光繼承者（神仙教母（英语：List of Disney's Cinderella characters#The Fairy Godmother）〈梅蘭妮·帕克森〉）
- 星光繼承者2（英语：Descendants 2）（神仙教母〈梅蘭妮·帕克森〉）
- 十三號星期五4（英语：Friday the 13th: The Final Chapter）（特麗〈凱里·摩爾（英语：Camilla and Carey More）〉）※日本電視台版。
- 十三號星期五5（英语：Friday the 13th: A New Beginning）（羅賓·布朗〈朱麗葉特·康明斯〉）※朝日電視台版。
- 十三號星期五6（英语：Friday the 13th Part VI: Jason Lives）（寶拉·莫特〈凱瑞·努南（英语：Kerry Noonan）〉）※富士電視台版。
- 七寶奇謀（英语：The Goonies）（史蒂芬妮·“史蒂芙”·史坦布倫納〈瑪莎·普林頓〉）※VHS、DVD、舊BD版。
- 泰山王子（英语：Greystoke: The Legend of Tarzan, Lord of the Apes）（簡·波特〈安迪·麥杜維〉）※TBS版。
- 月光光心慌慌4（英语：Halloween 4: The Return of Michael Myers）（瑞秋·卡魯特斯〈艾莉·康娜爾（英语：Ellie Cornell）〉）※VHS版。
- 月光光心慌慌5（英语：Halloween 5: The Revenge of Michael Myers）（瑞秋·卡魯特斯〈艾莉·康娜爾〉）※VHS版。
- 鐵勒瑪九壯士（西格麗德〈珍妮佛·希拉里（英语：Jennifer Hilary）〉）※朝日電視台版。
- 大腳哈利（英语：Harry and the Hendersons）（莎拉·韓德森〈瑪格麗特·蘭里克（英语：Margaret Langrick）〉）※TBS版。
- 異形附身
- 親愛的，我把孩子縮小了（英语：Honey, I Shrunk the Kids）（艾米·沙林斯基〈艾咪·歐尼爾（英语：Amy O'Neill）〉）※影碟版。
- 金錢帝國（艾米·阿徹〈珍妮佛·傑森·李〉）※NBC環球娛樂DVD版。
- 我是凱撒，十歲半，一百三十九公分（英语：I, Cesar）（凱撒·培緹的媽媽／香朵〈瑪麗亞·德·梅黛洛〉）
- 花逢月滿永不殘（英语：Ice Castles）（亞歷克西斯·溫斯頓〈蓮荷麗·瓊蓀〉）
- 007：生死關頭（蘇麗泰〈珍·茜摩爾〉）※TBS新錄製版、富士電視台版。
- 蟑螂總動員（英语：Joe's Apartment）（莉莉·杜埃蒂〈梅根·沃德（英语：Megan Ward）〉）
- 茱莉亞（英语：Julia (1977 film)）（少女時期的麗蓮·海爾曼〈莉莎·佩莉肯（英语：Lisa Pelikan）〉）※富士電視台版。
- 小子難纏3（英语：The Karate Kid Part III）（潔西卡·安德魯斯〈羅賓·萊芙莉（英语：Robyn Lively）〉）※VHS版。
- 風雨雙流星（鳳凰〈藍毓莉〉）※BD版。
- 靈犬萊西「Hanford's Point」（英语：List of Lassie episodes#Season 14 (1967–68)）（露西·韋德〈芭芭拉·赫爾希〉）
- 美國小子（英语：Lucas (film)）（梅姬〈凱莉·格林〉）※電視播出版[注 4]。
- 衝鋒飛車隊續集（莎凡娜·尼克斯〈海倫·布達伊（英语：Helen Buday）〉）※富士電視台版[注 5]。
- 梅西的詛咒（英语：Mercy (2014 film)）（蕾貝卡·麥考伊〈法蘭希絲·歐康娜（英语：Frances O'Connor）〉）
- 玻璃緣（英语：The Monkey's Mask）（吉爾·菲茲派翠克〈蘇茜·波特（英语：Susie Porter）〉）
- 神鬼傳奇2（伊芙琳·卡納漢／妮芙蒂芮公主〈麗素·慧絲〉）※富士電視台版。
- 神鬼傳奇3（伊芙琳·卡納漢／妮芙蒂芮公主〈瑪麗亞·貝蘿〉[36]）※富士電視台版。
- 萘婭（法语：Néa）（西比勒·阿什比〈安·撒迦利亞（英语：Ann Zacharias）〉）※日本電視台版。
- 大魔域（女皇〈塔米·絲托納琪（英语：Tami Stronach）〉）※朝日電視台版。
- 大魔域2：回到大魔域（英语：The NeverEnding Story II: The Next Chapter）（女皇〈亞麗珊德拉·喬納斯（英语：Alexandra Johnes）〉）※朝日電視台版。
- 大魔域3：飛進未來（英语：The NeverEnding Story III）（女皇〈茱莉·卡克斯（英语：Julie Cox）〉）※朝日電視台版。
- 偏執狂（珍娜·默瑟〈布麗姬·巴寇（英语：Brigitte Bako）〉）
- 溫馨家族（英语：Parenthood (film)）（茱莉·巴克曼〈瑪莎·普林頓〉）※VHS版。
- 記憶裂痕 ※朝日電視台版。
- 索女·喪屍·機關槍（達科塔·布洛克〈瑪莉·雪登〉）
- 海神號遇險記 (1972年電影)（蘇珊·謝爾比〈潘蜜拉·蘇·馬丹（英语：Pamela Sue Martin）〉）※LD版。
- 摩天輪大血案（英语：Rollercoaster (1977 film)）（弗蘭〈蘇珊·斯塔絲伯格（英语：Susan Strasberg）〉）※DVD版。
- 真善美（莉賽爾·馮·特拉普〈夏敏·卡爾（英语：Charmian Carr）〉）※VHS、DVD[注 1]版。
- 雅痞殺人魔（英语：Sanctimony (film)）（蘇珊·雷納特〈凱瑟琳·奧克森伯格〉）
- 聖誕快樂又瘋狂（英语：Santa Claus: The Movie）（科妮莉亞〈嘉莉·基海姆（英语：Carrie Kei Heim）〉）※朝日電視台版。
- 突破25馬赫（英语：SpaceCamp）（凱瑟妮·菲爾麗〈莉亞·湯普遜〉）※朝日電視台版。
- 星際旅行：下一代（亞曼達）

#### 電視影集
- 脫線家族（英语：The Brady Bunch）（揚·布拉德利〈伊芙·普倫布（英语：Eve Plumb）〉）※富士電視台版。
- 愛卡莉（海斯·“吉比”·吉布森的媽媽）
- 新草原小屋（英语：Little House on the Prairie (TV series)）（蘿拉·英格斯·懷德〈瑪莉莎·吉伯特（英语：Melissa Gilbert）〉）
- 囧女孩（英语：Mortified）（布蘭妮·弗魯姆〈瑪雅·米雪兒〉）
- 百貨人生（英语：Mr Selfridge）（蘿絲·塞爾弗里奇（英语：Rose Selfridge）〈法蘭希絲·歐康娜（英语：Frances O'Connor）〉[37]）
- 芝麻街（佐伊、清晨草原）※NHK版。

#### 動畫
- 天堂狗歷險記（英语：All Dogs Go To Heaven）（安妮-瑪麗〈朱迪絲·芭西〉）
- 老鼠也移民（畢奇〈凱西安妮·布洛爾〉）
- 安諾瑪麗莎（麗莎·赫塞爾曼〈珍妮佛·傑森·李〉）
- 太空英雄鴨（英语：Duck Dodgers (TV series)）（火星女王）
- 花生漫畫（范蕾特）
  - 一個叫查理布朗的男孩（英语：A Boy named Charlie Brown）
  - 史努比，回家吧（英语：Snoopy, Come Home）
- 恐龍物語之回到未來（英语：We're Back! A Dinosaur's Story (film)）（塞西莉亞·努薩奇〈亞德利·史密斯〉）

### 電視劇
全部以「玉川砂記子」名義。
NHK
- 少年劇場系列（日语：少年ドラマシリーズ）
  - 在炸肉餅街的我（1973年）－金尾加奈子
  - 離巢的日子（1976年）－柳田妙子
  - （1978年）－白戶依
- 銀河電視小說
  - 我的姊姊（1978年）－瞳美
  - 姊姊的搖籃曲（1979年）－瞳美
  - 捲袖子的姊姊（1980年）－瞳美
- 蒙地卡羅國際電視祭（英语：Monte-Carlo Television Festival）·演出獎得獎·捷克斯洛伐克國營放送作品
  - 小號的愛（1981年）－卡查

### 旁白
- 世界買賣競猜（日语：クイズ世界はSHOW by ショーバイ!!）
- 「夢舞台」（2004年11月－）
- Super J Channel（日语：スーパーJチャンネル）
- Tintin TOWN！（日语：ティンティンTOWN!）
- NNN紀錄片（日语：NNNドキュメント）'08「自殺防治 與精神科醫生的約定」等其它同名節目的旁白。
- news every.
- NEWS STATION
- 科學頻道『小小大發明』
- 熱中Studium（日语：熱中スタジアム）
- 動物星球頻道「野生王國時間」『絕種危機的真相』
- 電影紀錄片 （2014年）

### 廣播節目
- NG騎士檸檬汽水&40EX2 晃蕩銀河帝國大混戰！（日语：NG騎士ラムネ&40EX2 ユラユラ銀河帝国大混戦!）（艾拉拉·可可亞）
- St.GIGA（日语：セント・ギガ）（於星期一擔任解說）
- NOW GET A LIME ～寶魔Hunter Lime Radio特輯（TBS廣播：1996年10月11日特別節目）
- nepia SOUND WALK（日语：nepia SOUND WALK）（FM大阪／FMAICHI：放送終了[注 6]）
- Humming Bird放送局（NON子與NOBI太的Anime Scramble（日语：ノン子とのび太のアニメスクランブル）內的單元）
- MITCH FUTURE NET

### CD、唱片
- 星座宮神話 神話星座宮 Voice Fantasy（日语：アリーズ）（狄蜜特／香月百合惠）
- D·N·ANGEL系列（丹羽笑子）
  - D·N·ANGEL 廣播劇CD CUTE
  - D·N·ANGEL 廣播劇CD SWEET
- 挑戰自然探險講座「菊花圖鑑」（席德）
- 蓬萊學園（日语：蓬莱学園）（貝爾特瑞絲香沼）
- 妹妹戀人（結城咲）
- 魔性之子（日语：魔性の子）（廉麟）
- 嚕嚕米系列
  - 嚕嚕米主題曲（Victor Entertainment版翻唱歌曲）
    - 歌曲『』，以玉川名義主唱並收錄在黑膠唱片，1970年發行。及全16曲之中負責唱8首的主唱。
- 拉麵天使魔法少女 原聲專輯（中華麵王）
- 今賀瞬 ～愛 Vol.1～
- 攻殼機動隊 STAND ALONE COMPLEX 攻殼車追思專輯『BeHuman』（攻殼車）
  - 『AI戰隊攻殼車群』
    - 以〈SA·KI·KO〉名義和楯直己組成的歌唱組合[3]

  - 贈物（個人第2張專輯，1996年10月23日）
- 鐵拳對鋼拳 CD有聲書（七瀨千秋）
- 廣播劇CD 

### 其它
- 柏青哥 CR
- 俄語講座（日语：ロシア語会話）[注 7]（NHK教育頻道，1985年）
- 大家的歌（日语：みんなのうた）
  - 誕生日的CHA-CHA-CHA（日语：誕生日のチャチャチャ）
  - manuero（日语：マヌエロ）
- 兒童布偶劇場（日语：こどもにんぎょう劇場）
- 2007年2月12日 於橫濱體育館舉辦的聲優水樹奈奈（與玉川同樣隸屬於Sigma Seven）演唱會『LIVE MUSEUM MC-4（日语：NANA MIZUKI LIVE MUSEUM×UNIVERSE）』活動中，代替水樹閱讀水樹的母親寄來的信件內容。
- 東京國立博物館「北京故宮博物院200選」音頻指南（女官）
- 藤子·F·不二雄博物館音頻指南（說故事電話）
- 哥倫比亞白熱教室（日语：白熱教室）（席娜·艾恩嘉教授）
- 東京國立博物館 特別展「古代希臘 -穿越時空之旅-」（2016年）－音頻指南（聲音出演）[38]
- 美麗的巨人們（日语：美の巨人たち）（旁白）

## 音樂作品

### 專輯
| 枚數 | 發行日期      | 專輯名稱 | 規格編號   |
| ---- | ------------- | -------- | ---------- |
| 1st  | 1993年1月21日 | 忘       | CRCP-15002 |
| 2nd  | 1993年9月21日 | 蒼風景   | AKCJ-81016 |
| 3rd  | 1994年9月21日 |          | AKCJ-81020 |

## 得獎歷
1970年第12屆日本唱片大獎童謠獎『嚕嚕米的主題曲』（得獎當時為8歳就讀小學3年級）

## 腳註

## 外部連結
- 玉川砂記子｜Sigma Seven （页面存档备份，存于） （日語）